# آلبرت هرویان
آلبرت خُسرویی هرویان (ارمنی: Ալբերտ Խոսրովի Հերոյան؛ زادهٔ ۳ ژوئن ۱۹۴۰) یک سیاستمدار اهل ارمنستان است که از تاریخ ۱۹۹۵ تا تاریخ ۱۹۹۹ سمت نمایندگی دوره اول مجلس ملی جمهوری ارمنستان را برعهده داشت. پیشتر از تاریخ ۱۸ ژوئن ۱۹۹۸ تا تاریخ ۷ دسامبر ۲۰۰۶ سمت استاندار استان آرماویر را برعهده 

## زندگی‌نامه
در ۳ ژوئن ۱۹۴۰ ‏در روستای آزاتان به دنیا آمد و از انستیتو تعاونی مسکو فارغ‌التحصیل شد. 